# Isidro Lángara
Isidro Lángara (Pasaia, 25 de maio de 1912 - Andoain, 21 de agosto de 1992) foi um futebolista espanhol.
Foi atacante de vários times. No Real Oviedo, foi o artilheiro da Liga por três vezes. Atuou também no San Lorenzo de Almagro e no Espanha, do México.
Foi jogador da seleção de seu país, defendendo-o inclusive na Copa do Mundo de 1934.Continua a ser o terceiro artilheiro com melhor média de golos por jogo 1,1, a seguir ao português Fernando Peyroteo Sporting Clube de Portugal com 1,6, e do húngaro Imre Schlosser com 1,3.